# Luís de Valdívia
Luís de Valdívia, foi um jesuíta que atuou no Chile. Nasceu em Granada (Espanha), em 1561, e faleceu em Valladolid, no dia 5 de novembro de 1642.

## Biografia
Quando tinha 20 anos, ingressou na Companhia de Jesus.
Em 1589, foi ordenado como sacerdote e enviado para o Peru.
Em 1593, foi enviado ao Chile, em um momento em havia um intenso conflito entre os povos nativos e os colonizadores.
Em 1598, teve início uma Rebelião Mapuche liderada pelo cacique Pelantaro, que resultou na destruição de todos os assentamentos dos colonizadores situados ao sul do Rio Bío-Bío, com exceção dos povoados na Ilha de Chiloé.
Naquele contexto, sustentou a tese que o instituto da encomienda que obrigava os nativos a prestar serviços pessoais aos espanhóis, seria a principal causa das rebeliões dos mapuches e conseguiu convencer o Vice Rei do Peru a extinguir o referido instituto.
Além disso, convencer o referido Vice-Rei a aceitar o Rio Bío Bío como fronteira entre o território dominado pelo Império Espanhol e o território dominado pelos mapuches, que não deveria ser alvo de uma conquista militar, mas objeto de uma "conquista espiritual" por meio de missionários.
Por isso, em 1609 foi enviado à Espanha conseguir a autorização do Rei Felipe III implementar suas propostas que em seu conjunto seriam conhecidas como a "Guerra Defensiva".
Os colonizadores estabelecidos no Chile eram contrários a tais propostas e enviaram à Espanha o capitão Lorenzo del Salto para tentar convencer Felipe III a não aceitar as ideias defendidas por Felipe III.
Após longos debates, Felipe III preferiu seguir os planos propostos por Luís de Valdívia e, nos primeiros meses de 1611, o enviou de volta ao Chile com o cargo de Visitador Geral, encarregado de implementar a "Guerra Defensiva".
Começou a atuar junto aos mapuches juntamente com 10 missionários. Para facilitar a aproximação com os mapuches, conseguiu libertar alguns prisioneiros daquela etnia.
No dia 8 de dezembro de 1612, fizeram um acordo de paz com o cacique Utablame, que previa a retirada das tropas espanholas do Forte de Paicaví.
Logo após o acordo, o cacique Anganamón foi informado de que três de suas mulheres teriam se refugiado no Forte de Paicaví, razão pela qual exigiu a restituição. Como a restituição foi negada, no dia 14 de dezembro Anganamón atacou o forte, durante o ataque foram mortos três jesuítas: Martin de Aranda, Horácio de Vecchi e Diego de Montalban, que passariam a ser conhecidos como os Mártires de Elicura.
Depois disso, Luís de Valdívia passou a aprovar a defesa militar dos territórios ao norte do Rio Bío-Bío.
Em 1625, o Império Espanhol retomaria a Guerra Ofensiva contra os mapuches .

## Obras
Foi considerado um grande conhecedor de línguas dos povos nativos da América Latina, tendo escrito algumas obras sobre tais línguas, tais como:
- "Arte y gramatica general de la lengua que corre en todo el Reyno de Chile: con un vocabulario, y confessionario";
- "Confessionario breve en la lengua del Reyno de Chile, provechoso para confessar a los Indios de Chile y otras personas";
- "Sermón en lengua de Chile: de los mysterios de nuestra santa fe catholica, para predicarla a los indios infieles del reyno de Chile, dividido en nueve partes pequeñas, acomodadas a su capacidad"; e
- "Otras tres gramáticas, con sus respectivos diccionarios de las lenguas huarpe, alenciaca y milcaya"[1][2].